# 소련 최고 소비에트 상임위원회
소련 최고 소비에트 상임위원회(러시아어: Президиум Верховного Совета, 영어: Presidium of the Supreme Soviet)는 소련의 최고 정치 의사결정 기구였다. 미하일 고르바초프가 제10대 상임위원장이었으며, 소련이 해체된 이후 사라졌다.

## 역사
소련 최고 소비에트는 소련 최고회의라고도 번역되는 곳으로, 대규모 인원이 참석한다.  소련 헌법 제30조는 "소비에트 사회주의 공화국 연방의 국가권력의 최고기관은 소비에트 연방 최고회의이다."라고 규정하고 있다.
영어로는 보통 프리시디엄(Presidium)이라고 하면, 소련 최고평의회 상임위원회를 말하고, 센트럴 코미티(Central Commitee)라고 하면, 소련 공산당 중앙위원회를 말한다. 최고평의회를 북한에서는 최고인민회의라고 부르며, 한국, 미국의 의회를 말한다. 반면에 중앙위원회는 공산주의 국가들이 공산당 일당독재이기 때문에, 공산당 간부가 되는 것이 매우 중요하고, 그 공산당 간부들의 모임이 소련 공산당 중앙위원회이다. 이런 조직 구성은, 중국, 북한도 동일한데, 실제 권력순위는 나라마다 다르다.
최고평의회는 1년에 2회 소집하게 되어 있었지만 1회로 그친 적도 있었고, 소집되어도 회기일은 통산 5일을 넘기지 못했다. 최고평의회가 소집되지 않는 1년의 대부분의 기간 동안 그 역할을 대신한 기구가 ‘최고평의회 상임위원회’였고, 이 상임위원회가 상설기구로서 헌법개정 등 일부 권한을 제외하고는 최고평의회의 대부분의 권한을 행사했다.
레오니트 브레즈네프는 1960년 5월 7일 소련 최고평의회 상임위원장이 되었다. 명목상의 국가원수였으며, 실권자는 여전히 소련 공산당 중앙위원회 제1서기인 니키타 흐루쇼프였다. 북한의 최고인민회의 상임위원회 위원장과 같은 자리이다. 2019년 4월 11일 최룡해가 상임위원장이다.
소련 공산당 중앙위원회 제1서기 니키타 흐루쇼프는 1964년 레오니트 브레즈네프를 소비에트 연방 공산당 중앙위원회 제2서기로 임명했다.
소련 최고평의회 상임위원회 상임위원장이자 소비에트 연방 공산당 중앙위원회 제2서기 브레즈네프, 제1부총리 셸레핀, 국가보안위원회(KGB) 국장 세미차스트니 등은 니키타 흐루쇼프 제1서기를 실각시키기 위한 쿠데타 계획을 몰래 꾸몄다. 1964년 10월 흐루쇼프가 휴가중일 때, 행동을 개시하여 쿠바위기, 중소분열, 농업정책실패의 과오를 들어 소련 최고평의회 상임위원회 특별회의 소집을 요구했다.
이때 흐루쇼프가 브누코보 국제공항의 VIP 홀에 도착하자, KGB 국장 세미차스트니는 KGB 보안요원들을 대동하고 그를 기다리고 있었다. 세미차스트니는 흐루쇼프에게 저항하지 말라고 말했고, 흐루쇼프는 저항하지 않았다.
소련 최고평의회 상임위원회는 흐루쇼프에 대한 불신임투표를 하여 가결시켰다. 이에 대한 토론은 거의 없었고, 모든 것이 갑작스러웠다. 10월 15일 흐루쇼프는 당과 정부에서 모두 사임했다. 레오니트 브레즈네프는 소련 공산당 중앙위원회 제1서기가 되었다.

## 북한
소련 최고인민회의 상임위원장 브레즈네프가 최고인민회의 상임위원회를 열어서 흐루쇼프를 탄핵했듯이, 북한 최고인민회의 상임위원장 최룡해가 최고인민회의 상임위원회를 열어서 김정은을 탄핵할 수 있는가를 살펴본다면, 브레즈네프의 쿠데타는, 흐루쇼프가 너무 늙어서, 실제 권력 행사를 그 동료들, 즉 브레즈네프가 하고 있었다. 그리고 쿠데타의 핵심인 무력, KGB 국장 세미차스트니가 브레즈네프의 쿠데타를 지지했다. 반면에 김정은은 젊고, 또한 북한판 KGB인 보위부를 김여정이 장악하고 있다. 그래서, 소련의 상황과는 매우 다르다. 조선로동당 조직지도부 제1부부장이 김여정인데, 김정일 때도 조선로동당 조직지도부 제1부부장이 보위부를 장악하게 했었고, 김정은도 똑같이 하고 있다.

## 같이 보기
- 최고인민회의 상임위원회 - 북한
- 조선로동당 중앙위원회 - 북한
- 조선로동당 중앙위원회 정치국 - 북한
- 중국공산당 중앙정치국
- 중국공산당 중앙정치국 상무위원회
- 중국공산당 중앙위원회
- 소련 공산당 중앙위원회 정치국
- 소련 공산당 중앙위원회